# Taufbecken (Gouvieux)

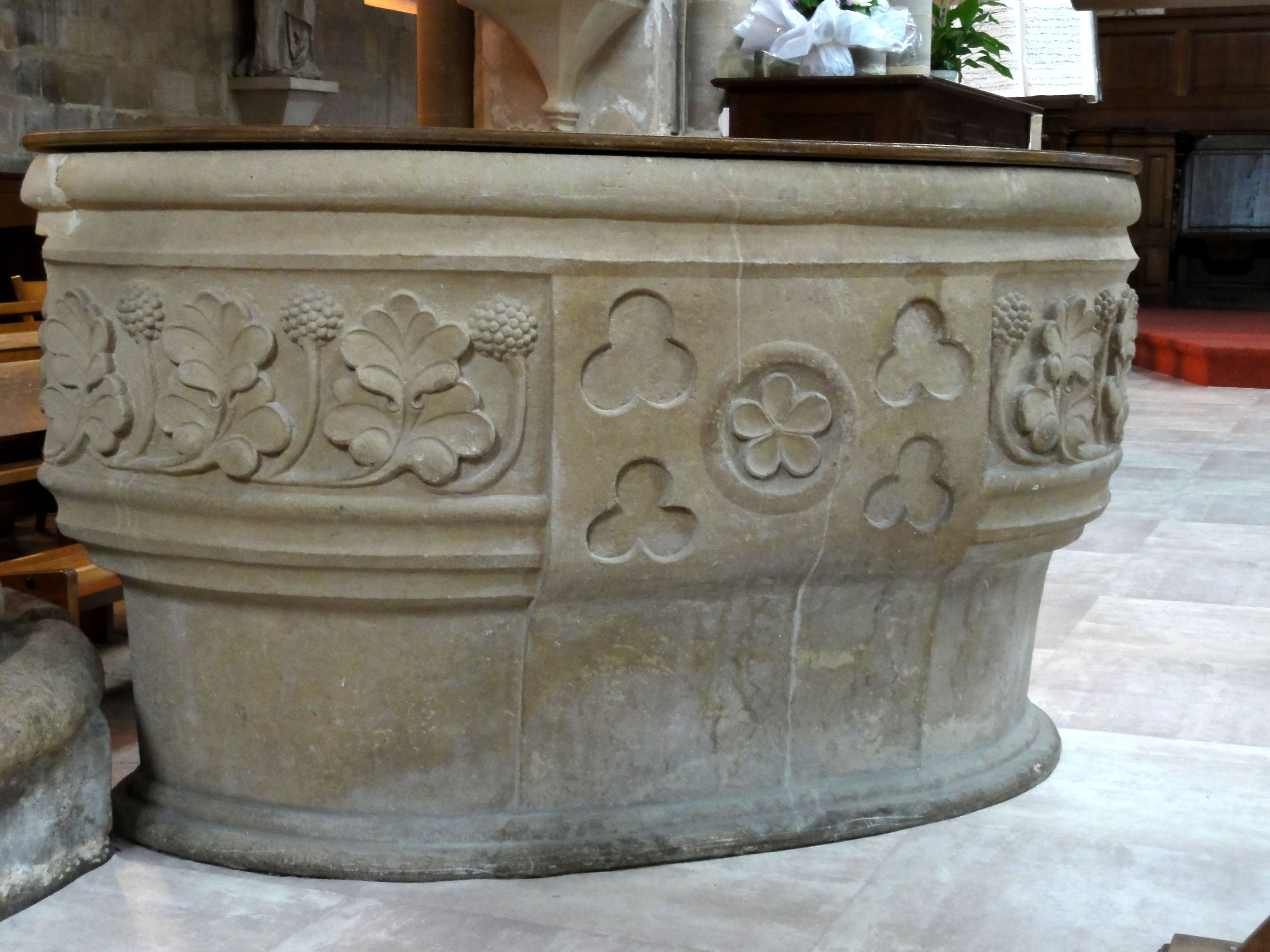
Taufbecken in Gouvieux

Das Taufbecken in der katholischen Pfarrkirche Ste-Geneviève in Gouvieux, einer französischen Gemeinde im Département Oise in der Region Hauts-de-France, wurde im 14. Jahrhundert geschaffen. Im Jahr 1912 wurde das gotische Taufbecken als Monument historique in die Liste der geschützten Objekte (Base Palissy) in Frankreich aufgenommen.
Das 79 cm hohe Taufbecken aus Kalkstein wurde aus einem Steinblock geschaffen, der sich in zwei Zonen, die durch eine Profilierung getrennt werden, gliedert. Der obere Teil ist mit Pflanzenmotiven und Dreipässen in Form eines vertikalen Bandes geschmückt.